# Arthur Hobrecht
Arthur Heinrich Ludolf Johnson Hobrecht (Kobierczin, 14 agosto 1824 – Lichterfelde, 7 luglio 1912) è stato un politico tedesco, sindaco di Berlino del Partito Nazionale Liberale.

## Biografia

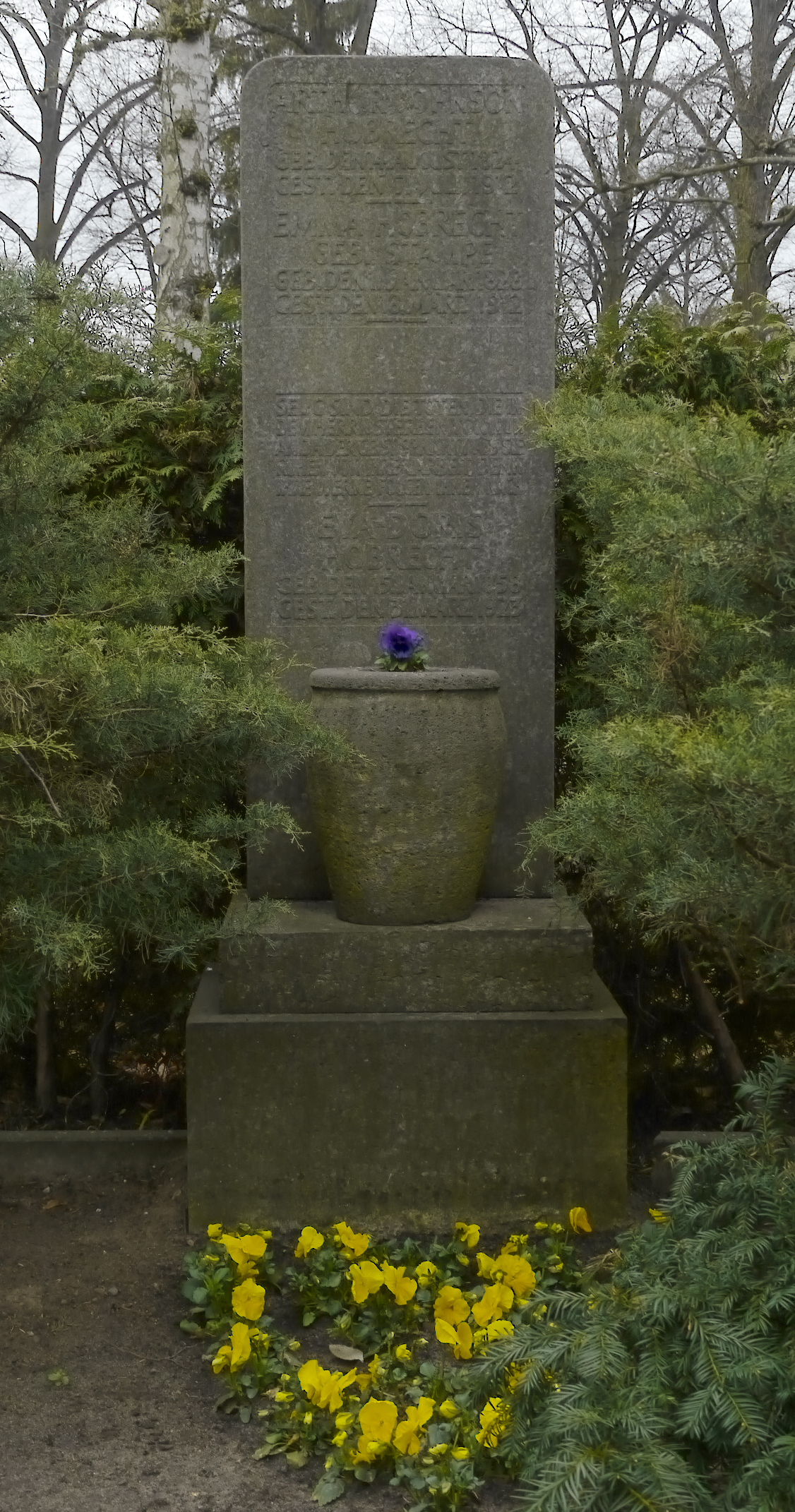
Tomba di Arthur Hobrecht nel cimitero di Lankwitz. Coordinate della tomba: 52° 25′ 25,3″ N, 13° 20′ 2,2″ O52.423691

Arthur Hobrecht nacque vicino a Danzica, figlio del proprietario terriero Ludolph Hobrecht e di sua moglie Isabella, nata Johnson. I suoi fratelli erano James Hobrecht e Max Hobrecht. Dopo il diploma di scuola superiore a Königsberg, ha studiato giurisprudenza all'Università Albertus. Nel 1841 divenne membro della Hochhemia. Si trasferì all'Università di Lipsia e all'Università Friedrich di Halle. Nel 1844 entrò a far parte della Corte Suprema regionale di Naumburg come praticante avvocato.
Nell'inverno del 1847/48 gli fu affidata l'amministrazione dell'ufficio distrettuale nel distretto slesiano di Rybnik e poi, fino alla fine del 1849, l'amministrazione del distretto di Grottkau. Successivamente è stato assessore del governo a Posen, Gleiwitz e Marienwerder. Dal 1860 al 1863 lavorò come assistente presso il Ministero dell'Interno e fu poi eletto sindaco di Breslavia. In quel periodo (1863-1872) rappresentò la città nel "gruppo OB" della Camera dei signori prussiana.
Il 21 marzo 1872, il consiglio comunale di Berlino, guidato da Friedrich Kochhann, lo elesse sindaco di Berlino con 55 voti favorevoli e 47 contrari. Dopo la convalida reale dell'elezione il 3 maggio 1872, fu investito dell'incarico dal Presidente in carica il 16 maggio 1872. Hobrecht rappresentò quindi la città di Berlino nella Camera dei Signori prussiana. Nel 1871 Berlino era diventata la capitale dell'Impero tedesco ed ora doveva affrontare enormi compiti. Oltre alle nuove attività amministrative, Hobrecht si preoccupò di garantire finalmente la pulizia delle strade di Berlino. Il suo obiettivo fu di rendere Berlino "la città più pulita d'Europa". Per realizzare questo ambizioso compito, riuscì ad ottenere il sostegno dell'igienista Rudolf Virchow. Tra l'altro iniziò la canalizzazione per il drenaggio. A suo fratello minore James Hobrecht fu affidato questo compito come assessore all'urbanistica.
Dopo la nomina a Ministro delle Finanze prussiano, il 26 marzo 1878, come successore di Otto von Camphausen, Hobrecht si dimise dalla carica di sindaco con lettera del 30 marzo 1878 e lasciò l'incarico il 1º aprile 1878. Il 30 marzo 1878 entrò a far parte della Società degli Amici. Hobrecht lasciò nuovamente il governo Bismarck nel luglio 1879 a causa di divergenze col cancelliere (così come i ministri prussiani di orientamento liberale Adalbert Falk (il 14 luglio 1879) e Karl Rudolf Friedenthal (12 luglio 1879)). Nell'autunno del 1879 Hobrecht fu eletto alla Camera dei rappresentanti prussiana nel distretto prussiano di Stargard, dove rimase fino alla morte. Nel 1881 fu eletto al Reichstag tedesco per il distretto di Marienwerder 1 (Stuhm/Marienwerder). Qui fu uno dei portavoce dei Nazional Liberali. Dopo la mancata elezione in questo collegio elettorale nel 1884, nel 1886 si candidò con successo nelle elezioni suppletive del collegio elettorale del Reichstag Regierungsbezirk Marienwerder 3 (Graudenz). Rappresentò questo collegio elettorale al Reichstag fino al 1890, quando fu sconfitto di misura da un candidato del Partito polacco. Nel 1912 morì a Groß-Lichterfelde, che all'epoca non faceva parte di Berlino.

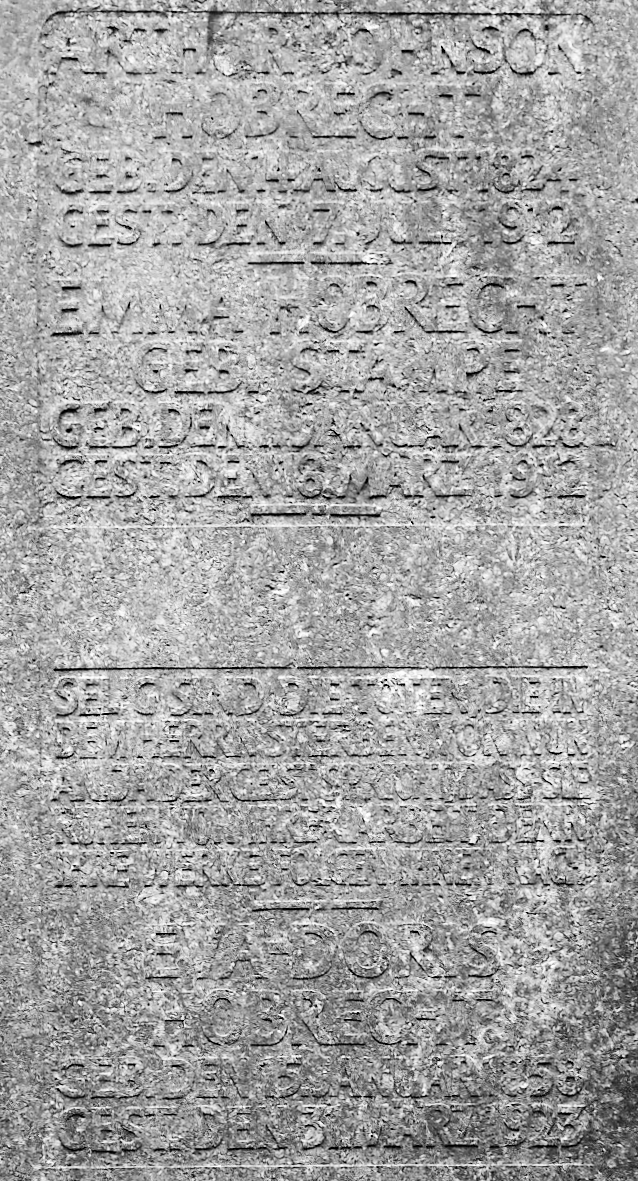
L'epitaffio di Arthur Hobrecht

## Onorificenze
Elenco incompleto
- Cittadino onorario della città di Breslavia (1872)
- Cittadino onorario di Berlino, in occasione del suo 80º compleanno (1904)
- Tomba onoraria dello Stato di Berlino nel cimitero di Lankwitz. Posizione della tomba: Abate CI – Riga 1. WR – N. 96[6]